# NCSR Demokritos
Das National Centre of Scientific Research "DEMOKRITOS" oder kurz NCSR Demokritos (griechisch Εθνικό Κέντρο Έρευνας Φυσικών Επιστημών «Δημόκριτος», Ε.Κ.Ε.Φ.Ε. ΔΗΜΟΚΡΙΤΟΣ ‚in etwa Nationales Forschungszentrum der Naturwissenschaften "Demokritos"‘) ist mit etwa 1000 Mitarbeitern die größte Forschungseinrichtung in Griechenland und wird staatlich betrieben. Am NCSR Demokritos forschen Wissenschaftler in verschiedenen Disziplinen der Informatik, Lebenswissenschaften, Physik, Chemie, Radiologie/Archeometrie, Energie und Sicherheit und betreiben physikalische Großgeräte (zurzeit Van de Graaff und Tandem Ionen Beschleuniger). Neben der meist öffentlich finanzierten Forschung werden zunehmend auch von der Industrie finanzierte Projekte akquiriert.

## Geschichte
Gegründet wurde die Einrichtung 1959 als Kernforschungszentrum mit dem Zweck der friedlichen Nutzung der Kernenergie in den (Natur-)Wissenschaften. Es wurde nach dem Begründer des Atomismus Demokrit benannt. Der Sitz des Zentrums befindet sich in Agia Paraskevi, einer Vorstadt Athens, ca. 10 km vom Zentrum entfernt. Das Gelände umfasst eine Fläche von rund 150 Hektar und eine bebaute Fläche von 35.000 m². 1985 wurde sein Status als Selbstverwaltungskörperschaft gesetzlich bestätigt.
In Folge der griechischen Finanzkrise (seit 2010) wurden weitreichende strukturelle Veränderungen des gesamten Forschungszentrum vorgenommen. Bis dahin umspannte sein Arbeitsgebiet ausgedehnte Bereiche der Grundlagenforschung und ihrer Anwendungen, auf denen in ehemals acht unabhängigen Instituten gearbeitet wurde:
- Institute of Biology
- Institute of Materials Science (IMS)
- Institute of Microelectronics
- Institute of Informatics and Telecommunications (IIT)
- Institute of Nuclear Technology – Radiation Protection (INT-RP)
- Institute of Nuclear Physics
- Institute of Radioisotopes & Radiodiagnostic Products
- Institute of Physical Chemistry

### Der Forschungsreaktor
Am 27. Juli 1961 ging der Forschungsreaktor des Typs GGR-1 in Betrieb, dessen Leistung 1971 auf fünf Megawatt gesteigert wurde. Nach über 40 Jahren Betrieb wurde er 2001 vorerst endgültig stillgelegt. Eine Initiative 2008/2009, den Reaktor in Zusammenarbeit mit der koreanischen KOPEC zu modernisieren und seinen Betrieb – dann mit 10 MW – für weitere 20 Jahre wieder aufzunehmen, wurde wegen finanzieller Engpässe eingestellt.
Von Anfang an diente der Forschungsreaktor als nationale Neutronenquelle zur Struktur- und Elementanalyse in Physik, Chemie und Materialforschung, der Produktion von Radionukliden für Biologie und Medizin wie auch zur Gewebesterilisation. Darüber hinaus Stand die Archäometrie für die Erhaltung des kulturellen Erbes im Fokus des Serviceangebots. Zurzeit werden die meisten dieser Services außerhalb Griechenlands eingekauft.

## Struktur und Forschungsbereiche des Zentrums heute
Das NCSR Demokritos besteht seit seiner Umstrukturierung 2015 aus fünf administrativ unabhängigen Instituten:
- Institute of Informatics and Telecommunications
- Institute of Biosciences and Applications
- Institute of Nuclear and Particle Physics
- Institute of Nanoscience and Nanotechnology
- Institute of Nuclear and Radiological Sciences and Technology, Energy and Safety

## Projektbeteiligungen (Auswahl)
- SHARE (Forschungsprojekt zur Vernetzung und Nutzung moderner IT-Lösungen an größeren Einsatzstellen)
- Astroparticle European Research Area